# Гросер Курфюрст (линеен кораб, 1913)
Гросер Курфюрст (на немски: SMS Großer Kurfürst) е линеен кораб на Германския императорски военноморски флот вторият кораб от типа „Кьониг“ дреднаути (заедно с „Маркграф“, „Кьониг“ и „Кронпринц“), участник в Първата световна война. Наречен е в чест на титлата на Фридрих Вилхелм: „Велик курфюрст“ (на немски: Grosser Kurfürst).

## Строителство
Линкорът „Гросер Курфюрст“ е заложен през октомври 1911 г. и е спуснат на вода на 5 май 1913 г. Въведен е в състава на флота на 30 юли 1914 г., малко преди началото на Първата световна война.

## История на службата
„Гросер Курфюрст“, както и трите други еднотипни линкора, участва във всички основни операции на германския флот през войната, включая Ютландското сражение от 31 май – 1 юни 1916 г. По време на този бой „Гросер Курфюрст“ не получава сериозни повреди.
Линкорът „Гросер Курфюрст“, през октомври 1917 г., взема участие в операция „Албион“, нападението над принадлежащите на Руската република острови в Рижкия залив, обстрелвайки руските позиции на крайбрежието.
„Гросер Курфюрст“ по време на своята служба получава повреди в резултат на сблъсък с линкорите „Кьониг“, „Кронпринц“, няколко пъти е торпилиран и един път се натъква на мина.
След поражението на Германия и подписването на примирието, през ноември 1918 г., „Гросер Курфюрст“ както и болшинството големи бойни кораби на Флота на Откритото море е интерниран от британския Кралски флот в Скапа Флоу. Корабите са разоръжени, техните екипажи – съкратени.
На 21 юни 1919 г., малко преди това, да бъде подписано Версайското съглашение, командващият интернирания флот контраадмирал Лудвиг фон Ройтер издава заповед за за потопяването на флота.
„Гросер Курфюрст“ е изваден от водата през май 1938 г. и разкомплектован за метал.